# Skrapar (okres)
Okres Skrapar (albánsky Rrethi i Skraparit) je jedním z třiceti šesti albánských distriktů. V roce 2004 měl 30.000 obyvatel. Má rozlohu 775 km².
Navazuje na okres velkého a turisticky přitažlivého města Berat. Z měst, ležících v samotné provincii, lze zmínit podhorské letovisko Poliçan (10 000 obyvatel) a Çorovodë (13 000 obyvatel). Charakter typické horské albánské vesnice si udržuje např. Bargullas.
Oblast přechází od úrodných středomořských nížin k vysokým vápencovým hřebenům pohoří Tomorri a četnými krasovými jevy (jeskyně, závrty, škrapy aj.). Mimořádně zachovalá horská společenstva jsou zahrnuta v národním parku Kulmakës - Tomorri. Klimatické podmínky vykazují rozdíly od teplých, výsušných jižních svahů až k vysokohorskému klimatu s letním výskytem sněžníků a sněhových polí. Biota sestává ze středomořské sukulentní vegetace, v nížinatých částech se pěstují fíky, olivy a vinná réva, v horských oblastech převažuje extenzivní pastevectví a drobné zemědělství. Oblastí protéká řeka Osum, do níž zaúsťuje řada periodicky vysychajících toků z horských úbočí Tomorru.
Do Skraparu je možné se dostat mezinárodní silnicí po trase Shkodër – Tirana – Lushnjë – Berat (silnice pokračuje na jih do Fieru a Vlory).